# Jeptha Homer Wade II
Jeptha Homer Wade II (Cleveland, 1857 – Thomasville, 1926) è stato un imprenditore statunitense, nipote di Jeptha Homer Wade.
Donò terreni ed opere d'arte al Cleveland Museum of Art, istituito nel 1916 del quale fu il primo vice-presidente e dal 1920 presidente.
Figlio di Randall P. Wade e Anna R. McGaw, il padre (1835-1876) si occupò dapprima di telegrafi e poi divenne dirigente bancario. La formazione di Jeptha Wade II fu seguita da insegnanti privati e in scuole private, si diplomò alla Mt. Pleasant Military Academy ad Ossining, N.Y. e si laureò alla Western Reserve University.